# WebQuest
Una WebQuest è un modello didattico orientato alla ricerca e all'indagine, in cui la maggior parte o tutte le informazioni con cui lavorano gli studenti provengono dal web. Questo può essere creato utilizzando vari software, inclusi semplici programmi di scrittura in grado di gestire collegamenti ipertestuali ai siti web.

## Caratteri distintivi
Una Webquest si distingue da altre ricerche basate su internet per quattro caratteristiche: 
- 1. è una ricerca che si basa sulla classe;
- 2. fa risaltare un pensiero di ordine superiore (analisi, creatività, capacità critica) piuttosto che acquisire semplicemente informazioni[2];
- 3. il docente seleziona anticipatamente le fonti, evidenziando l'uso delle informazioni invece della loro ricerca e raccolta[3];
- 4. sebbene si possano svolgere le WebQuest anche da soli, la maggior parte delle WebQuest consiste in lavori di gruppo in cui le attività sono solitamente distinte in ruoli[3].

## Struttura
Una WebQuest è composta da 6 parti essenziali: introduzione, compito, procedimento, risorse, valutazione e conclusione. Va sottolineato che l'articolo originale sulle WebQuest parlasse di una componente chiamata assistenza, al posto di valutazione.

### Introduzione
Presenta le tappe del lavoro assieme alle informazioni necessarie di base.

### Compito
Il compito è la descrizione formale di quello che uno studente dovrebbe produrre in una WebQuest. Il compito dovrebbe essere significativo e divertente. La parte più difficile e creativa nello sviluppo di una WebQuest è la creazione della giusta attività.

### Procedimento
Questi sono i passi che gli studenti dovrebbero svolgere per portare a termine il compito. Spesso è vantaggioso rafforzare il processo scritto con alcune dimostrazioni.

### Risorse
Sono le risorse che gli studenti dovrebbero usare. Queste informazioni aiutano a focalizzare lo svolgimento del lavoro sull'elaborazione delle informazioni piuttosto che sulla loro ricerca ed individuazione. Sebbene l'insegnante possa cercare le risorse online in un passaggio a parte, è bene incorporarle nella parte del processo in cui saranno necessarie, piuttosto che includerle come una lunga lista altrove. Avere risorse offline (come docenti ospiti o modellini tridimensionali) può contribuire notevolmente ad aumentare l'interesse degli studenti.

### Valutazione
Il modo in cui verrà valutata la performance degli studenti. I criteri di riferimento dovrebbero essere equi, chiari, coerenti e specifici per i compiti stabiliti.

### Conclusione
Il tempo dedicato alla riflessione e alla discussione dei possibili approfondimenti.

## Uso nell'insegnamento
Le WebQuest possono essere una preziosa aggiunta ad un classe collaborativa. Uno degli obiettivi è potenziare il pensiero critico attraverso l'impiego dei livelli più alti della Tassonomia di Bloom e della Depth of Knowledge di Norman Webb (vedi filmato). Questo obiettivo è uno dei cardini del sistema educativo americano e di molti nuovi standard statali americani per l'educazione pubblica. Dato che la maggior parte delle WebQuest viene eseguita in piccoli gruppi collaborativi, esse possono favorire il cooperative learning e le attività di collaborazione. Agli studenti verranno spesso assegnati ruoli che consentiranno loro di giocare in diverse posizioni e di imparare a gestire i conflitti all'interno del gruppo.
Le WebQuest possono esser uno strumento versatile per insegnare agli studenti. Possono essere usati per introdurre nuove conoscenze, per approfondire quelle possedute o per consentire agli studenti di testare ipotesi come parte finale del rapporto con la conoscenza. L'integrazione con i computer ed internet aumenta anche la competenza degli studenti in ambito tecnologico. Partendo da incarichi specifici, gli studenti riescono a non perdere di vista lo scopo prefisso. inoltre, avendo fonti di informazioni specifiche, gli studenti possono focalizzarsi sull'uso delle risorse per rispondere alle domande, invece che sul controllo delle risorse da utilizzare (una competenza completamente diversa).
In una classe inclusiva (una classe che comprenda al suo interno studenti con disabilità intellettiva, compromessi nella sfera linguistica o plusdotati) le attività possono essere differenziate per livello di competenza o per gruppi di collaborazione dello stesso livello di attività. Un livello di competenza può mettere al lavoro gli studenti con difficoltà di apprendimento su compiti basilari, in grado di soddisfare i requisiti minimi dell'apprendimento, e gli studenti dotati che spingono il loro lavoro verso il livello più alto dell'abilità di apprendimento. Più comunemente, i gruppi sono composti da studenti di tutti i livelli di competenza e completano attività dello stesso livello: questo è in genere il modo più semplice perché l'insegnante deve creare una sola WebQuest, ma potrebbe causare una minore interazione da parte degli studenti più deboli e un apprendimento inferiore alle possibilità per gli studenti più preparati.

### Limiti delle WebQuest
Le WebQuest sono solo uno strumento disposizione degli insegnanti e, come tali, non risultano appropriati per ogni obiettivo di apprendimento. In particolare, sono poco indicate nell'insegnamento delle procedure semplici e delle definizioni.
Le WebQuest di solito richiedono anche buone capacità di lettura, quindi non sono appropriate per classi troppo giovani o per studenti con difficoltà linguistiche o di lettura senza accordarsi preventivamente. Si potrebbe chiedere a un adulto di aiutare con la lettura o utilizzare tecnologie di lettura dello schermo, come Text2VoiceOver, VoiceOver or Jaws.

## Come sviluppare una WebQuest
Solitamente gli studenti cooperano in gruppo per completare le WebQuest. A ciascuno studente all'interno di un gruppo può essere assegnato un "ruolo" da ricoprire o un argomento specifico da ricercare. Le WebQuest possono anche assumere la forma di scenari di gioco di ruolo, in cui gli studenti rivestono il ruolo di ricercatori o figure storiche.
Un docente può cercare WebQuest su un argomento particolare oppure può svilupparne una personalizzata utilizzando un editor web (come i gratuiti Jodit, google classroom, google sites o vari software commerciali). Questo strumento consente agli studenti di completare varie attività arricchendo la dotazione di strumenti cognitivi di ogni insegnante (es. Libreoffice). Con l'attenzione dell'istruzione sempre più rivolta a una istruzione personalizzata, i docenti utilizzano WebQuest più frequentemente dato che queste aiutano anche ad affrontare i diversi stili di apprendimento di ogni studente. Va sottolineato infatti che il numero di attività associate ad una WebQuest può raggiungere quasi tutti gli studenti.
Le WebQuest, anche se solitamente sono sviluppate da educatori, possono essere create da chiunque. La prima parte di una WebQuest è l'introduzione, che descrive la WebQuest e fornisce lo scopo dell'attività, mentre la parte successiva descrive cosa dovranno fare gli studenti: essenzialmente si tratta di un elenco di cosa fare e come farlo, solitamente con un elenco di collegamenti da seguire per completare l'attività.
Infine, le WebQuest non devono essere sviluppate come un vero sito web. Possono essere sviluppate e implementate utilizzando tecnologie con una soglia di accesso più basso (meno impegnative, ad esempio un documento di Office su un computer locale).
Molte WebQuest sono state sviluppate da studenti universitari negli Stati Uniti d'America come requisito per il loro portfolio elettronico k-12.

## Sviluppi nelle metodologie delle WebQuest
La metodologia WebQuest è stata trasferita nell'apprendimento delle lingue nel mondo virtuale in computer grafica 3D Second Life per creare un'esperienza più coinvolgente e interattiva.

### Strumenti
Le WebQuest sono semplici pagine web e possono essere create con qualsiasi software che consenta di creare siti web.
Gli utenti esperti di tecnologia possono sviluppare HTML in Notepad o Notepad++, mentre chiunque può utilizzare i modelli disponibili nelle suite di elaborazione testi come LibreOffice, Apache Openoffice, Microsoft Office e nella suite di Google docs. I software di sviluppo web più avanzati (Jodit, Adobe Dreamveawer) ed i servizi web dedicati (come google sites), comunque, potranno semplificare il controllo sulla progettazione della WebQuest. I modelli di WebQuest forniscono agli educatori un formato pre-progettato che può essere facilmente modificato.
Esistono diversi siti web specificamente orientati alla creazione di WebQuest: Aula21, Questgarden, Zunal e Teacherweb Archiviato il 28 agosto 2019 in Internet Archive., il greco OpenWebQuest Archiviato il 28 agosto 2019 in Internet Archive. e l'italiano bibliolab consentono a tutti gli insegnanti di creare account e li guidano nella creazione di WebQuest. Questi siti web offrono uno scarso controllo sulla progettazione, ma rendono il processo di creazione molto semplice e diretto.
In alternativa, gli insegnanti possono utilizzare uno dei numerosi servizi di siti Web gratuiti per creare il proprio sito web e strutturarlo come WebQuest. Wordpress, Edublog e Google Sites consentono agli utenti di creare blog gratuiti e permettono la creazione di menu per la navigazione per creare una serie di pagine in una WebQuest. Questa opzione offre una maggiore flessibilità rispetto alle richieste web precostruite, ma richiede un patrimonio di conoscenze tecniche maggiore.